# Warhammer 40.000: Mechanicus
Warhammer 40.000: Mechanicus ist ein Computerspiel aus dem Jahr 2018. Bei dem von Bulwark Studios entwickelten und durch Kasedo Games veröffentlichten Warhammer-40.000-Spiel handelt es sich um ein rundenbasiertes Taktikspiel. Das Spiel erschien am 15. November 2018 für PC. Am 17. Juli 2020 folgte der Konsolenrelease für PlayStation 4, Xbox One und Nintendo Switch, der die ein Jahr zuvor veröffentlichte Erweiterung Heretek beinhaltet. Im Mai 2024 wurde eine Fortsetzung angekündigt.

## Handlung
Eine Gruppe des technisierten Adeptus Mechanicus erweckt die Necrons, eine uralte untote Maschinenspezies. Als Magos Dominus Faustinius führt der Spieler die Expedition der Tech-Priests auf dem Necron-Planeten Silva Tenbris an. Ziel ist, es mächtige Artefakte aus vergangener Zeit zu bergen, doch das Erwachen der Necrons erfordert es sechs Necron-Lords aufzuspüren und zu erledigen, bevor die Erweckung vollständig abgeschlossen ist und die Necron-Armee die Menschheit bedrohen kann.

## Spielprinzip
Bei Mechanicus handelt es sich um ein rundenbasiertes Taktikspiel mit Dungeon-Crawler-Elementen. Man führt eine Gruppe von bis zu sechs Tech-Priests in einer Draufsicht gegen die Necrons in den Kampf. Die Charaktere können im Level aufsteigen und zwischen den einzelnen Missionen aufgerüstet und spezialisiert werden.

## Entwicklung und Veröffentlichung
Entwickler Bulwark Studios hatte zuvor das 2014 veröffentlichte Rundenstrategiespiel Crowntaker entwickelt. Warhammer 40.000: Mechanicus wurde im Februar 2018 für Windows, Mac und Linux für einen Release Ende desselben Jahres angekündigt. Publisher ist die Kalypso-Tochter Kasedo Games. Die Geschichte wurde von Autor Ben Counter geschrieben. Das Spiel wurde schließlich am 15. November 2018 veröffentlicht.
Im Juli 2019 erschien mit Heretek eine Erweiterung für Mechanicus. Diese enthält 5 weitere Missionen, die neue Disziplin Xenarite sowie neue Waffen, Truppen und Feinde.
Am 17. Juli 2020 wurde das Hauptspiel inklusive der Erweiterung Heretek für die Konsolen PlayStation 4, Xbox One und Nintendo Switch veröffentlicht.

## Rezeption
Laut Metacritic erhielt das Spiel für PC und Xbox One gute Wertungen, während die Durchschnittswertung insbesondere für PlayStation 4 ein gutes Stück darunter lag. Das deutschsprachige Onlineportal 4Players lobte im Test der PC-Version die taktischen Kämpfe und ein umfangreiches Anpassungssystem für die Charaktere, kritisierte aber geringe Abwechslung beim Missionsdesign und eine „spartanische Präsentation und Inszenierung“. Zudem würden die eigenen Tech-Priests schnell zu stark.

„Gut gelungene taktische Gefechte mit aufwändig anpassbaren Tech-Priests und viel Warhammer-Atmosphäre. Abwechslung und Präsentation schwächeln allerdings.“

GameStar sieht in dem Spiel eine Mischung aus HeroQuest oder StarQuest und den Kämpfen der X-COM-Reihe. Auch hier wurde das Balancing kritisiert, das erfahrene Spieler von Strategiespielen unterfordern dürfte. Gelobt wurden allerdings Optik und Handlung.

## Nachfolger
Im Mai 2024 wurde ein erster Trailer zum Nachfolger Warhammer 40.000: Mechanicus II veröffentlicht. In dem Spiel sollen auch die Necrons spielbar sein.